# Raión de Berezanka
Berezanka (en ucraniano: Березанський район) es un raión o distrito de Ucrania en el óblast de Mykolaiv. 
Comprende una superficie de 1358 km².
La capital es la ciudad de Berezanka.

## Demografía
Según estimación 2010 contaba con una población total de 25141 habitantes.

## Otros datos
El código KOATUU es 4820900000. El código postal 57400 y el prefijo telefónico +380 5153.